# غلامرضا تختی
غُلام‌رضا تَختی (۵ شهریور ۱۳۰۹ – ۱۷ دی ۱۳۴۶) که با عنوان جهان‌پهلوان تَختی نیز شناخته می‌شود؛ ورزشکار رشتهٔ کشتی آزاد و همچنین فعال سیاسی اهل ایران بود. وی در بازی‌های المپیک ۱۹۵۶ ملبورن توانست پس از امامعلی حبیبی، دومین مدال طلای ورزشکاران ایرانی در بازی‌های المپیک را به دست آورد. او با کسب این مدال، به همراه دو نشان نقره که در بازی‌های المپیک ۱۹۵۲ هلسینکی و ۱۹۶۰ رم از آن خود کرد، وی پرافتخارترین کشتی‌گیر ایران و همچنین دو قهرمانی و دو نایب‌قهرمانی در رقابت‌های قهرمانی کشتی جهان و همچنین نشان طلای بازی‌های آسیایی ۱۹۵۸ توکیو را در دوران فعالیت خود به دست آورد.
او در کشتی پهلوانی و ورزش زورخانه‌ای نیز فعالیت داشت و صاحب بازوبند پهلوانی ایران در سه سال پیاپی بود. تختی همچنین از چهره‌های محبوب و مشهور فرهنگ عامهٔ ایرانیان است و در فرهنگ ورزشی ایران، بسیاری وی را نماد «پهلوانی» و «جوانمردی» می‌دانند. پس از رخداد زمین‌لرزهٔ بوئین‌زهرا که ۱۲ هزار کشته و هزاران مجروح در پی داشت، فعالیت‌های او و تنی چند از پهلوانان برای امدادرسانی و کمک به زلزله‌زدگان؛ موجی از شور و وحدت ملی را در ایران برانگیخت و کمک‌های فراوانی برای آسیب‌دیدگان ارسال شد.
غلامرضا تختی همچنین فعال سیاسی نیز بود. او ابتدا در حزب زحمتکشان ملت ایران، سپس در حزب نیروی سوم عضو بود و پس از تأسیس حزب سوسیالیست به عضویت آن درآمد و به عنوان قائم مقام دبیرکل انتخاب شد. او پس از کودتای ۲۸ مرداد در کمیتهٔ ورزشکاران نهضت مقاومت ملی فعالیت داشت و در سال ۱۳۳۹ به عضویت جبههٔ ملی دوم و شورای مرکزی آن درآمد و علاوه بر ریاست سازمان ورزشکاران در سال ۱۳۴۲ به عنوان عضو هیئت اجرایی موقت جبههٔ ملی نیز انتخاب شد. تختی در ۱۷ دی ۱۳۴۶ درگذشت.

## زندگی

صفحه نخست شناسنامه غلامرضا تختی

غلامرضا تختی در ۵ شهریور ۱۳۰۹ در جنوب تهران محله خانی‌آباد به دنیا آمد. «رجب خان» (پدر تختی) متولد سال ۱۲۷۴ محلهٔ دروازه غار تهران و مادرش «صغری خانم» از خانوادهٔ قدیمی و سنتی تهران بود.
با تبدیل شدن وی به یک «قهرمان ملی»، گاه داستان‌هایی دربارهٔ او گفته می‌شود که لزوماً صحت تاریخی ندارند. در ایران از تختی به عنوان «جهان‌پهلوان» یاد می‌شود. کتاب‌هایی در مورد او تألیف و فیلمی سینمایی در مورد وی ساخته شده، همچنین تندیسی از وی در میدان تجریش شهر تهران نصب شده است. به افتخار وی هر ساله به بهترین کشتی‌گیران ایران «جایزهٔ غلام‌رضا تختی» اهدا می‌شود. تختی در طول زندگی خود به کارهای عام‌المنفعه پرداخت و خدماتی به محرومان کرد. او عضو جبههٔ ملی ایران بوده و در نهضت ملی‌شدن نفت در ایران فعالیت داشت. محمدعلی فردین کشتی‌گیر و بازیگر قدیمی سینما از دوستان بسیار صمیمی او بود. حاج قُلی پدربزرگ تختی، در آن زمان یخچال‌دار شناخته‌شده‌ای بود. در دکانش بر روی تخت بلندی می‌نشست و به همین سبب در میان اهالی خانی‌آباد به «حاج قلی تختی» شهرت یافته بود. همین نام بعدها به نام خانوادگی آن‌ها تبدیل شد. ارباب رجب، پدر غلامرضا تختی، یخچال‌دار ورشکسته بود که زود درگذشت و او را با تنگدستی یتیم گذاشت (زمین‌های یخچال ارباب رجب دقیقاً از راه‌آهن می‌گذرد که حکومت رضاشاه برای احداث راه‌آهن زمین‌های ارباب رجب را خریداری می‌کنند).

### سال‌های نخستین
او دو برادر و دو خواهر داشت که همهٔ آن‌ها از وی بزرگ‌تر بودند. وی تحصیلات ابتدایی را در دبستان حکیم نظامی تهران گذراند و پس از گذراندن اول متوسطه در دبیرستان منوچهری تهران ترک تحصیل کرد.
تختی ورزش زورخانه‌ای را ابتدا از زورخانه گردان شروع کرد و مدتی بعد به زورخانه پولاد در میدان شاپور رفت. تختی در ابتدا توفیق چندانی در ورزش زورخانه‌ای نداشت، اما استعداد او برای کشتی توسط عبدالحسین فیلی شناخته شد و زیر نظر او پرورش پیدا کرد.
او در سال ۱۳۲۷ به خدمت سربازی رفت و در ۲۵ مهر همان سال در ادارهٔ راه‌آهن استخدام شد. وی پیشینهٔ کار در شرکت نفت مسجدسلیمان را هم داشت.

### جوانی و ازدواج

تختی و شهلا توکلی در شب عروسی‌شان، ۱۲ آبان ۱۳۴۵

تختی در پنجشنبه ۱۲ آبان ۱۳۴۵ با شهلا توکلی اهل ساری ازدواج کرد (در برخی سایت‌ها به اشتباه تاریخ ۳۰ بهمن ذکر شده که این موضوع با توجه به تولد بابک در شهریور سال ۱۳۴۶ موجب گمانه‌زنی اشتباه شده است). حاصل این ازدواج پسری به نام بابک بود که در ۱۱ شهریور ۱۳۴۶ به دنیا آمد. شهلا توکلی در روز ۲۷ خرداد ۱۳۹۳ در ۶۸ سالگی در بیمارستان ایران‌مهر، تهران درگذشت.
یکی از جاهایی که تختی همیشه می‌رفت، گل‌فروشی رز نزدیک چهارراه تخت‌جمشید (طالقانی کنونی) بود. تختی گل‌های باغچهٔ خانه‌اش را می‌چید و دسته می‌کرد و می‌برد گل‌فروشی رز که فروش برود. اما هربار که گذرش به آن‌جا می‌افتاد، مردم دور و برش را می‌گرفتند و با او گرم حرف زدن می‌شدند. تختی هم می‌خواست مهربانی آن‌ها را جبران کند. همین بود که از ده‌تا دستهٔ گل، یک دسته هم به گل‌فروشی نمی‌رسید. تختی با ماشین بنز سفیدی که داشت می‌رفت گل‌فروشی. می‌گویند بچه مدرسه‌ای‌ها می‌آمدند تکیه می‌زدند به ماشین و کنار او عکس یادگاری می‌گرفتند. گل‌فروش حرص و جوش می‌خورد و از تختی می‌خواست که خودش را از بچه‌ها و مردم پنهان کند. تختی گوش نمی‌کرد و می‌گفت: «مردم برای دیدن من آمده‌اند؛ چرا باید خودم را پنهان کنم؟»
یکی از رویدادهای زندگی تختی، پیشنهاد به او برای بازی در فیلم سینمایی بوده است. فردین که از دوستان تختی بود، او را برمی‌انگیزد که بازیگر سینما بشود. فردین به او می‌گوید: «بلور بازی کرد، تو هم بیا و بازی کن.» حتی پیشنهاد می‌دهند در فیلم‌های تبلیغاتی بازی کند. به تختی پیشنهاد تبلیغ عسل می‌دهند، اما او در جواب می‌گوید: «من با خوردن عسل پهلوان نشدم! خاک و خُل خوردم و خوراک‌ام نان و پنیر بود و با سختی‌ها ساختم و تمرین کردم تا به جایی رسیدم.»

## دوران ورزشی

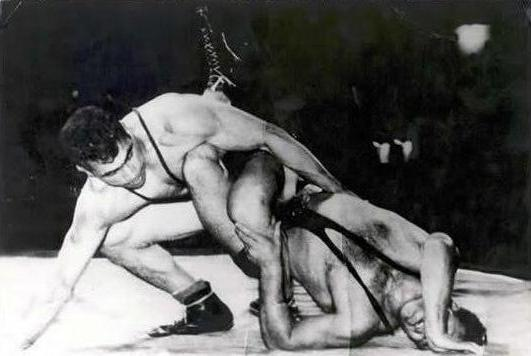
تختی در حال اجرای فن کشتی بر روی حریف

تختی ورزش را با کشتی باستانی آغاز کرد. او در سال ۱۳۲۹ در ۲۰ سالگی به عضویت باشگاه پولاد درآمد و به صورت حرفه‌ای زیر نظر حبیب‌الله بلور کشتی آزاد را برای شرکت در مسابقات قهرمانی آغاز کرد. و در همان سال نخستین قهرمانی کشور خود را کسب کرد. تختی در رقابت‌های قهرمانی کشور طی سال‌های ۱۳۲۹ تا ۱۳۳۸ هشت بار قهرمان کشور شد. او در سال ۱۹۵۱ در مسابقات قهرمانی جهان هلسینکی در دستهٔ ۷۹ کیلو به مدال نقره رسید، وی و سه هم تیمیش؛ محمود ملاقاسمی (نقرهٔ ۵۲ کیلو)، محمدمهدی یعقوبی (برنز ۵۷ کیلو) و عبدالله مجتبوی (برنز ۷۳ کیلو)، برندگان اولین مدال‌های بین‌المللی تاریخ کشتی ایران بودند. او سال بعد در المپیک هلسینکی مدال نقرهٔ خود را در ۲۲ سالگی تکرار کرد. چهار سال بعد در المپیک ۱۹۵۶ ملبورن در یک‌وزن بالاتر؛ ۸۷ کیلوگرم، بهتر ظاهر شد و به همراه امامعلی حبیبی نخستین مدال‌های طلای تاریخ ورزش ایران در المپیک را کسب کردند. تختی در مسابقات قهرمانی جهان ۱۹۵۹ تهران، ۱۹۶۱ یوکوهاما و ۱۹۶۲ تولیدو به ترتیب به دو مدال طلا و یک مدال نقره رسید. در المپیک ۱۹۶۰ رم هم با ۵ پیروزی با ضربهٔ فنی و یک شکست با امتیاز از عصمت آتلی ترک مدال نقرهٔ وزن ۸۷ کیلو را گرفت. وی که کشتی را از میان وزن آغاز کرده بود با افزایش وزن خود به دسته‌های بالاتر رفته و از سال ۱۹۶۲ به دستهٔ ۹۷ کیلوگرم پا گذاشت، اما مشخص شد که رقابت در این وزن برای قهرمان پابه‌سن‌گذاشته دشوار است و او در المپیک ۱۹۶۴ توکیو با شکست از احمد آئیک ترک و مساوی با سعید مصطفائف بلغار به مقام چهارم قناعت کرد.
وایکینگ پالم سوئدی، عادل آتان تُرک، بوریس کولایف روس، پت بلر آمریکایی، دیتریش آلمانی، ویچزیستیوک روس، عصمت آتلی تُرک، حسن کنگور تُرک، الکساندر مدوید بیلورس از شوروی و احمد آئیک تُرک مهم‌ترین رقیبان تختی در چهارده سال حضور وی در عرصهٔ بین‌المللی بودند.
غلامرضا تختی همچنین سه بار قهرمان کشتی پهلوانی و پهلوان اول ایران شده بود. تختی شاگرد عبدالحسین فیلی و حبیب‌الله بلور بود.

## فعالیت‌های سیاسی
دلخوری تختی از خاندان پهلوی، تا اندازه‌ای به روزگار نوجوانی او بازمی‌گشت. پدر تختی یخچال طبیعی داشت و از این راه گذران می‌کرد. اما یخچال در طرح خیابان‌کشی‌های رضاشاه می‌افتد و پدر تختی ناچار می‌شود یخچال را به بهای اندکی به دولت بفروشد. این پیشامد خانوادهٔ آن‌ها را ورشکست و آواره می‌کند، تا بدان‌جا که ناگزیر می‌شوند دو شب را در کوچه بخوابند. به هر روی، رویداد تلخی بود که اثر بسیار بدی بر تختی گذاشت و هرگز نتوانست خاطرهٔ گزنده‌اش را فراموش کند. به‌ویژه که زمانی نمی‌گذرد که پدرش آزرده از آنچه پیش آمده بود، بیمار می‌شود و درمی‌گذرد.
غلامرضا تختی از سال ۱۳۳۰ وارد فعالیت‌های سیاسی شد. او ابتدا در حزب زحمتکشان ملت ایران به رهبری خلیل ملکی و مظفر بقائی عضو بود و پس از انشعاب ملکی و خُنجی از بقائی به حزب نیروی سوم پیوست در جریان اختلاف میان محمدعلی خنجی و خلیل ملکی او پس از شنیدن نظرات طرفین به اتفاق اعضای سازمان ورزشکاران به خنجی و حجازی پیوست و پس از تأسیس حزب سوسیالیست به عنوان قائم مقام دبیرکل حزب  حزب سوسیالیست ([[محمدعلی خنجی|خنجی) انتخاب شد. ضمناً در سازمان ورزش حزب به همراه حسن خرمشاهی (مسئول سازمان ورزش حزب) فعالیت می‌کرد.
غلامرضا تختی پس از کودتای ۲۸ مرداد در کمیتهٔ ورزشکاران نهضت مقاومت ملی نیز علاوه بر حزب سوسیالیست فعالیت داشت و پس از تشکیل جبههٔ ملی دوم در سال ۱۳۳۹ به این سازمان وارد شد و از سوی کمیتهٔ ورزشکاران به کنگره و از سوی منتخبان کنگره به شورای مرکزی جبههٔ ملی ایران راه یافت.
با توجه به علاقه و رفت آمد تختی در جبههٔ ملی ایران و ریاست سازمان ورزشکاران و عضویت در شورای مرکزی جبههٔ ملی او، کاظم حسیبی، را سرپرست پسرش - بابک - می‌کند. روزی هم که هواداران مصدق برای دیدن او به احمدآباد رفتند، تختی پیشاپیش آن‌ها با عکس بزرگی از مصدق که در دست داشت، جلودار کاروان بود.
رفت‌وآمدهای غلامرضا تختی به جبههٔ ملی و عضویت در شورای مرکزی آن باعث گردید تا از سوی ساواک به عنوان یک «ناراضی» شناخته شود. از این روی، دستگاه ورزشی بنا به تصمیم سازمان امنیت و اطلاعات کشور، از تمرین‌های تختی جلوگیری می‌کرد و به هر شکل می‌کوشید تا از حضور او در مجامع ورزشی بین‌المللی که با استقبال کنفدراسیون دانشجویان ایرانی روبرو می‌شد، جلوگیری کند.
در سال ۱۳۴۲ و پس از دستگیری اعضای هیئت اجرایی جبههٔ ملی ایران، تختی به سمت هیئت اجرایی موقت جبههٔ ملی انتخاب شد.
هنگام درگذشت محمد مصدق در تاریخ ۱۴ اسفند ۱۳۴۵، غلامرضا تختی به تهدید مأموران نظامی و امنیتی مبنی بر خودداری از سفر به احمدآباد گوش فرا نداد و به افسران می‌گفت «دستگیرم کنید».

## فعالیت‌های اجتماعی
در تاریخ ۱۰ شهریور ۱۳۴۱ زلزله مهیبی به قدرت ۷٫۲ ریشتر، به ویرانی کامل شهر بوئین‌زهرا و روستاهای دشت قزوین انجامید. بر اثر زمین‌لرزهٔ بوئین‌زهرا حدود بیست هزار نفر کشته و هزاران خانواده نیز بی‌خانمان شدند. به پیشنهاد کیهان ورزشی و روزنامهٔ کیهان قرار شد او برای زلزله‌زدگان کمک جمع کند.
تختی قبول کرد و صندوق به گردن از پارک ساعی در خیابان پهلوی تا تالار کیهان در خیابان فردوسی را پیاده پیمود. با بلندگو شخصاً از مردم می‌خواست تا به هموطنان زلزله‌زده‌شان هر چه در توان دارند، کمک کنند. زنان گوشواره و گردنبند و انگشتر و مردان پول اهدایی خود را به صندوق آویزان از گردن تختی می‌انداختند. واکنش‌ها چنان باورنکردنی بود که بلافاصله موج بزرگی از نیکوکاران به راه افتادند و ده‌ها کامیون به وی سپرده شد.

## خودکشی

خبر درگذشت تختی در روزنامه اطلاعات

تختی در یک‌شنبه ۱۷ دی ۱۳۴۶ در اتاق‌اش در «هتل آتلانتیک تهران» خودکشی کرد. او دو روز پیش از مرگش یعنی ۱۵ دی، وصیت‌نامه‌اش را در دفترخانه اسناد رسمی شماره ۲۰۲ تحت شمارهٔ ۳۴۲۸ و با تعیین کاظم حسیبی به عنوان سرپرست فرزندش بابک (که تنها ۴ ماه داشت)؛ به ثبت رسانده بود. همواره دربارهٔ دلایل مرگ او، اختلاف نظرهای زیادی وجود داشته است.
براساس اخبار منتشره در روزنامه‌های اطلاعات و کیهان ۱۸ دی ۱۳۴۶ غلامرضا تختی به خاطر وجود اختلافات خانوادگی با همسرش شهلا توکلی خودکشی کرده است. از انگیزه‌های ممکن برای خودکشی، مواردی چون ناکامی‌هایش در مسابقات در پایان عمر ورزشی تختی نام برده می‌شود. با این حال عده‌ای از دانشوران مرگ وی را مشکوک می‌دانند. این عقیده که ساواک او را به دلیل محبوبیت زیاد و عدم وفاداری به نظام وقت ایران به قتل رسانده است، در بین مردم وجود داشته است.
در اسفند ۱۳۹۷ بابک تختی، تنها فرزند غلامرضا تختی، تأیید کرد پدرش کشته نشده بلکه خودکشی کرده و گفت که بحث پیرامون شهیدسازی تختی را جلال آل‌احمد، آغاز کرده است. فرزند تختی دربارهٔ مرگ پدرش و حواشی آن در بحبوحهٔ انقلاب ۵۷ گفته است: «تختی را نکشتند. من تصور می‌کنم تختی رفته بود هتل به این امید که شاید یکی سراغش بیاید و نجاتش بدهد. وگرنه می‌توانست برود باغ خودش. تختی آگاهانه دست به این انتخاب زد. نمی‌توانست پیش‌بینی کند که ۱۱ سال بعد انقلاب خواهد شد و آقای ساعد (مدیر هتل) دچار گرفتاری می‌شود وگرنه در هتل این کار را نمی‌کرد.» وی همچنین به دفاع از حیثیت مادر خودش پرداخت و شایعات را «اغراق‌آمیز» دانست.

### جزئیّاتِ خودکشی و انگیزه‌ها

محمود شیرزاد گمان می‌کند که احتمال دارد تختی از روی نمایشِ پهلوان اکبر می‌میرد «قصّهٔ مرگش را... پرداخته باشد یا داستانِ نمایش بر مرگِ این ورزشکارِ مصدّقی حمل شده باشد…»

محمّد بلوری گفته که یکی از افسران کلانتری تخت جمشید خبر خودکشی تختی و پیدا شدن جسدش در هتل آتلانتیک تهران را در همان دقایق اولیه به وی داد. وی ادامه داد: برایم باورکردنی نبود که یک قهرمان ملی تا این حد از زندگی ناامید شود که خودکشی کند. در آن زمان شایعه شده بود که ساواک تختی را کشته است و اگر ما اعلام می‌کردیم که او خودکشی کرده است، متهم به همکاری با ساواک برای کتمان حقیقت ماجرا می‌شدیم اما واقعیت ماجرا این بود که دست نوشته وصیت وی و قرص‌های کنار جنازه‌اش، همگی تأیید بر خودکشی کردن تختی داشت.
به گفته بلوری، شهلا توکلی، همسر تختی، که از خانواده با طبقه اقتصادی بالاتری بود، بارها به بهانه‌های مختلف به تختی سرکوفت می‌زد و به مادر و خواهران تختی توهین می‌کرد و از آنها بد می‌گفت. تختی هم که علاقه شدیدی به مادر و خواهرانش داشت، از این موضوع بسیار ناراحت می‌شد. در دفترچه خاطرات تختی نوشته شده بود که روز قبل از حادثه، همسر تختی با یکی از خواهرانش در خانه دعوای شدید می‌کند و همسرش به وی می‌گوید که تو مردانگی نداری. تختی به قدری از این ماجرا ناراحت می‌شود که خانه را ترک می‌کند و به هتل می‌رود. از طرف دیگر رژیم شاهنشاهی که نتوانسته بود تختی را به سمت خودش بکشاند تا جهت‌گیری‌های موافق رژیم داشته باشد، مانع از ورود تختی به ورزشگاه‌های مختلف شده بود. حتی به چند تن از قهرمانان کشتی آن زمان که قرار بود با تختی به مسابقات بروند، سپرده بودند که به وی بی‌محلی و بی‌حرمتی کنند. تختی با این اقدام رژیم، عملاً از صحنه کشتی خارج شده بود و نمی‌توانست حرفهٔ مورد علاقه خودش را دنبال کند و حتی به مسابقات کشتی برود. محمد بلوری سه عامل مهم کنار گذاشته شدن تختی از صحنهٔ کشتی توسط رژیم شاهنشاهی، بیکاری و عدم دریافت حق و حقوق و بدهی‌های مختلف وی و مشکلات فراوانی که با همسرش داشت را از علل اصلی شکسته شدن این قهرمان و پهلوان ملی و در نهایت خودکشی وی می‌داند.
غلامرضا تختی از سال ۱۳۴۲ بارها به ساواک احضار شد. اطرافیان شاه با ناکامی از نزدیک کردن او به دربار و حکومت، فشارها را بر تختی افزایش دادند. حتی در مواردی تختی از ورود به ورزشگاه‌ها منع می‌شد. او پس از دوری دوساله از رقابت‌های ورزشی برای چهارمین‌بار در بازی‌های المپیک شرکت کرد و برای نخستین بار در این بازی‌ها مدالی کسب نکرد. میرزایی با استناد به اسناد به جا مانده بیان می‌کند که گویا حکومت میل داشت تختی بدون تمرین و آمادگی جسمی و روحی در میدان حاضر شود و با شکست‌خوردن، محبوبیت‌اش در میان مردم را از دست بدهد. از سوی دیگر مردم نیز خواهان شرکت او در مسابقات جهانی بودند. تختی در سال ۱۳۴۵ دوباره در بازی‌های جهانی شرکت کرد و بار دیگر دست خالی به ایران بازگشت.
به گفتهٔ پرویز عرب از دوستان تختی در گفتگوی تفصیلی با ایسنا، وی خودکشی کرده است: «قرص آسپرین و تریاک را با هم مخلوط کرده بود و پس از ریختن در لیوان آب، آن را خورده بود. فجوری، رئیس پزشک قانونی وقت پس از معاینهٔ تختی گفته بود بازوی راست تختی کبود بوده که دلیل آن هم این بود که او هنگام جان دادن با دندان بازوی خود را گاز گرفته بود.»

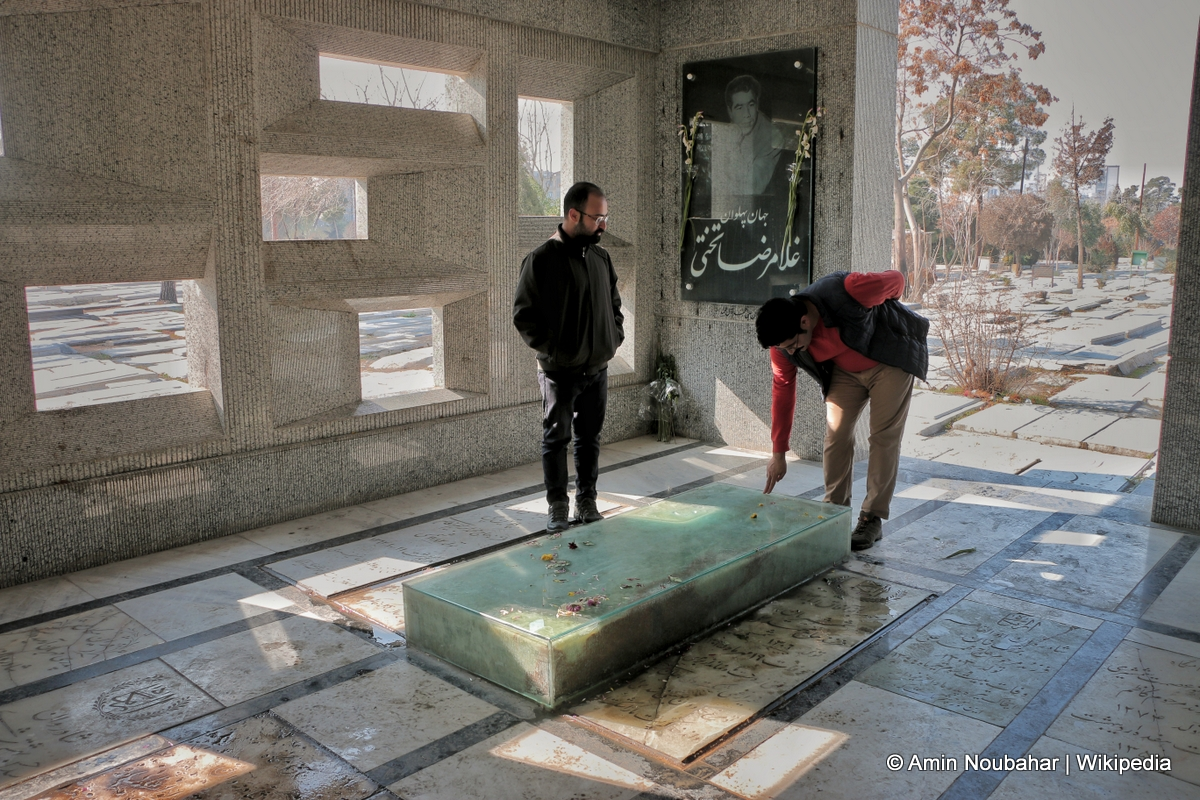
نمایی از آرامگاه غلامرضا تختی در گورستان ابن‌بابویه - دی ۱۴۰۱

پس از درگذشت تختی، جبهه ملی در بیانیه‌ای مرگ وی را خودکشی اعلام کرد. جمشید مشایخی از دوستان تختی در اسفند ۱۳۹۷ در یک گفتگوی تلویزیونی با شبکه تهران، علت مرگ تختی را با توجه به شناختی که از وی داشت، خودکشی به دلیل اختلافات خانوادگی اعلام کرد. بعد از گفته‌های جمشید مشایخی، خسرو معتضد نیز در برنامه‌ای تلویزیونی در همین رابطه، حاضر شد و بر گفتهٔ مشایخی صحه گذاشت و به‌طور تلویحی کار جلال آل‌احمد را در دامن زدن به این شایعه که تختی را عوامل شاهپور غلامرضا پهلوی کشته‌اند، نکوهید. همچنین معتضد گفت که آل احمد دربارهٔ مرگ صمد بهرنگی نیز با چنین رویکردی به شایعات دامن زده است.
پرویز ثابتی، رئیس ادارهٔ امنیت داخلی ساواک، در بخشی از یادداشت بر کتاب «در دامگه حادثه» با عرفان قانعی‌فرد چنین می‌گوید.
"مرگ تختی که می‌گویند تختی را کشتند. تختی فردی بود که گرفتاری داشت و گرفتاری جنسی و ناتوانی جنسی و گرفتاری خانوادگی پیدا کرده بود و رفته بود سه روز در هتل اتلانتیک مانده بود و ظرف این سه روز رفته بود محضر و کاظم حسیبی از رهبران جبهه ملی را برای قیومیت پسرش تعیین کرده بود. کسی که سه روز رفته در هتل مانده و برای بچه اش هم قیم تعیین می‌کند، یعنی چی؟ یعنی قصد دارد خودش را بکشد دیگر و خودش را هم کشت."

### فرضیهٔ قتل توسط ساواک
هفته‌نامه طنز و کاریکاتور «توفیق» در آن زمان با اشاره به مرگ تختی نوشت: «تختی خودکشی شد!»
جلال آل‌احمد که سهم بسیاری در شکل‌گیری سوظن به ساواک در قتل تختی دارد، همان روز اول دربارهٔ مرگ تختی نوشت: «از آن همه جماعت هیچ‌کس، حتی برای یک لحظه، به احتمال خودکشی فکر نمی‌کرد. آخر جهان پهلوان باشی و در بودن خودت جبران کرده باشی نبودن‌های فردی و اجتماعی دیگران را و آن وقت خودکشی کنی؟»
شایعه قتل تختی پس از انقلاب ۱۳۵۷ شدت گرفت و گروه‌های انقلابی مدعی شدند اعضای ساواک تختی را به قتل رسانده‌اند. در سال ۱۳۵۸ «سازمان مجاهدین راه حق» علی عبده را به قتل تختی متهم کرد.
در فروردین ۱۳۹۸، علیرضا زاکانی نمایندهٔ پیشین مردم تهران در مجلس شورای اسلامی، خودکشی تختی را شایعه خواند و مدعی شد که تختی را به «شهادت» رسانده‌اند. وی گفت: «من شنیدم که عزیزی این‌جا گفته بود که مرحوم تختی خودکشی کرده است. من از پدرم که هم از نزدیک مرحوم تختی را می‌شناختند و هم در مراسم تشییع و در غسال‌خانه می‌گفت که او را شهید کردند. پدرم پس از انقلاب نزدیک به سه دهه مسئول برگزارکنندهٔ مراسم مرحوم تختی بود. من این را از پدرم می‌گویم که در این حرکت بوده است.»

### واکنش‌ها
در آن زمان خبر مرگ تختی از رادیو، روزنامه و تلویزیون اعلام شد و مردم دهان به دهان خبر درگذشت جهان پهلوان را به هم رساندند. هنوز چند دقیقه‌ای از پیدا شدن پیکر تختی نگذشته بود که سراسر تهران از این فاجعه آگاه شد و مردم در غم و عزاداری فرورفتند. خبر سراسر شهرها را فراگرفت و به فاصله دو ساعت هزاران نفر از مردم کوچه و بازار دسته دسته بسوی پزشکی قانونی به حرکت درآمدند. دختران و پسران مدارس و دانشجویان کلاس‌ها را تعطیل کردند و به طرف دادگستری حرکت کردند. دانشجویان در خیابانها شعار می‌دادند و حتی خواستار مجازات مسببین یا قاتلین احتمالی تختی بودند.
کیهان ورزشی که در آن روزها تنها نشریه ورزشی ایران بود، در واکنش به مرگ تختی تیتر زد: «دلِ شیر، خون شده بود.»
با انتشار خبر مرگ غلامرضا تختی، هفت تن در شهرهای مختلف ایران خود را کشتند که از همه فجیع‌تر، قصابی در کرمانشاه بود که خود را به قناره آویخت. وی قبل از مرگ یادداشت بزرگی بر شیشه مغازه‌اش چسبانده بود که «جهان بی جهان‌پهلوان ماندنی نیست».

## افتخارات

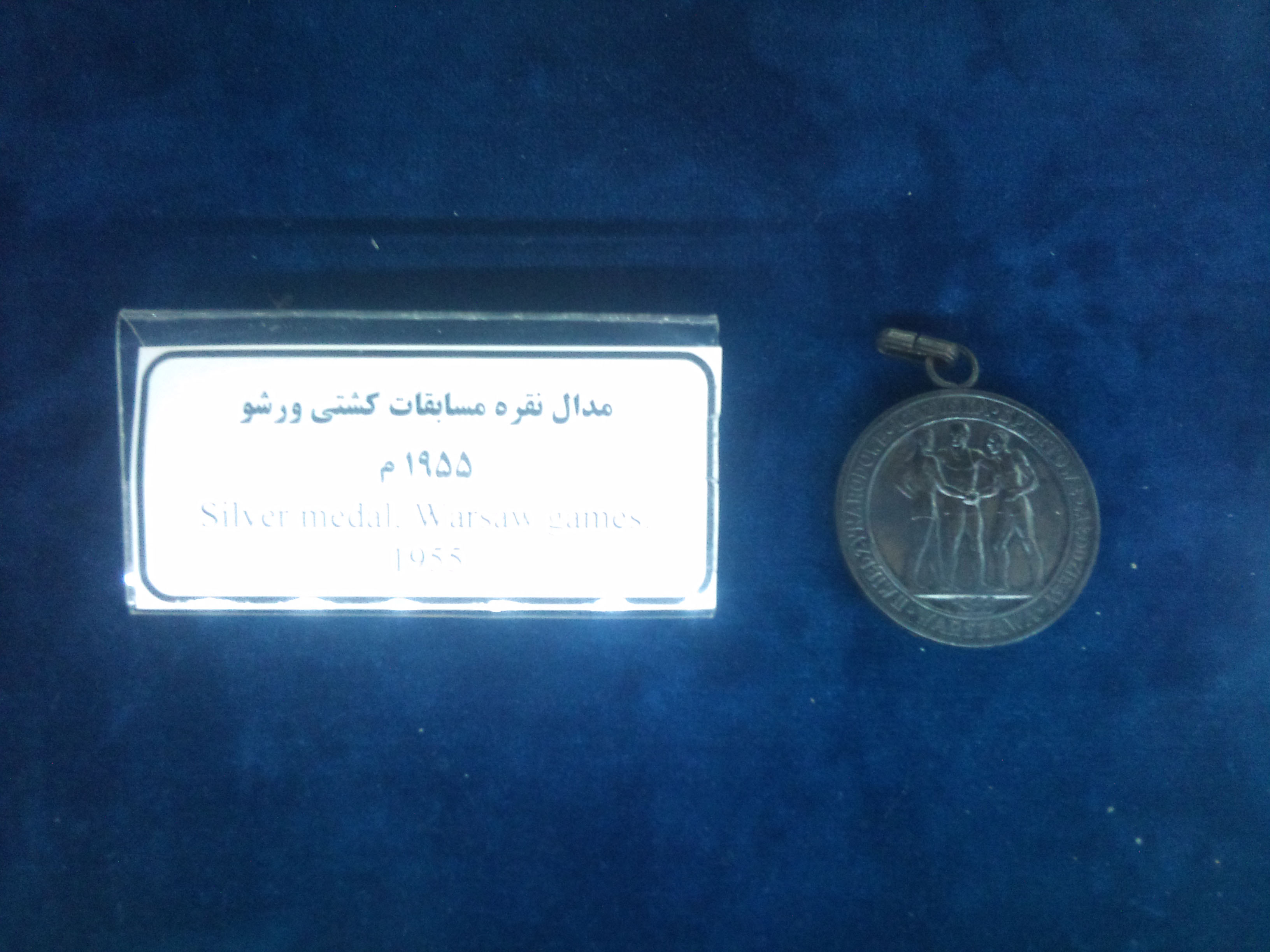
مدال نقرهٔ مسابقات فستیوال جهانی کشتی ورشو، ۱۹۵۵

### المپیک
- ۱۹۵۲ هلسینکی (۷۹ کیلوگرم)
- ۱۹۵۶ ملبورن (۸۷ کیلوگرم)
- ۱۹۶۰ رم (۸۷ کیلوگرم)

### قهرمانی کشتی جهان

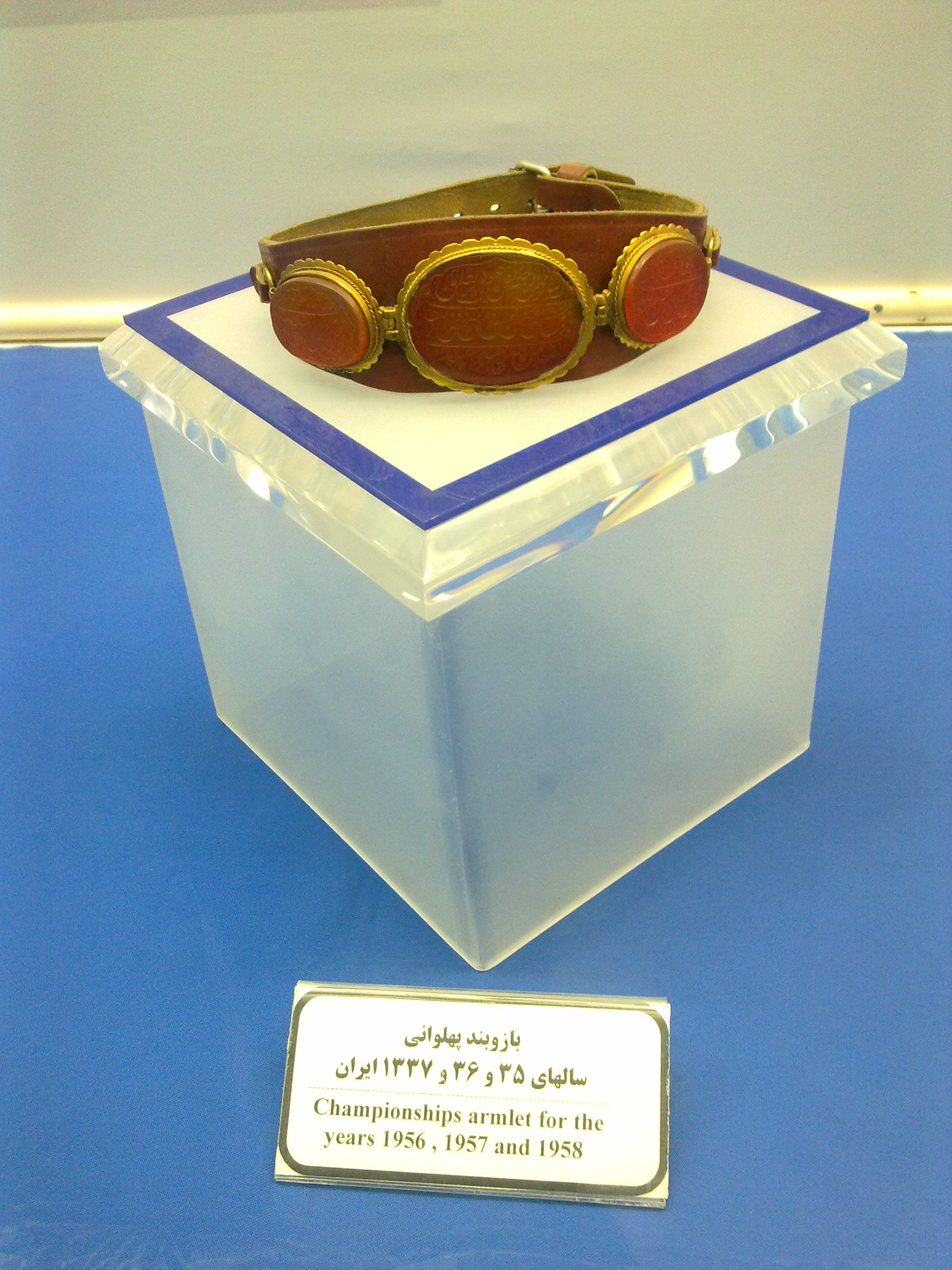
بازوبند پهلوانی غلامرضا تختی، اهداشده به موزه‌های آستان قدس رضوی؛ مشه

- ۱۹۵۱ هلسینکی (۷۹ کیلوگرم)
- ۱۹۵۹ تهران (۸۷ کیلوگرم)
- ۱۹۶۱ یوکوهاما (۸۷ کیلوگرم)
- ۱۹۶۲ تولیدو (۹۷ کیلوگرم) بازوبند پهلوانی غلامرضا تختی، اهداشده به موزه‌های آستان قدس رضوی؛ مشه

### بازی‌های آسیایی
- ۱۹۵۸ توکیو (۸۷ کیلوگرم)

### رکوردها
- تختی اولین کشتی‌گیر ایرانی است که موفق شد در سه وزن مختلف صاحب مدال‌های جهانی و المپیک شود: جهانی ۱۹۵۱ و المپیک ۱۹۵۲ (در ۷۹ کیلوگرم)، المپیک‌های ۱۹۵۶، ۱۹۶۰، جهانی تهران و یوکوهاما (در ۸۷ کیلو) و جهانی تولیدو ۱۹۶۲ در ۹۷ کیلو.
- تختی نخستین ورزشکار ایرانی بود که در سه المپیک مدال گرفت؛ دست‌آوردی که پس از او تنها محمد نصیری، هادی ساعی و حسن یزدانی به دست آورده‌اند.
- تختی با ۷ مدال در رقابت‌های المپیک و قهرمانی جهان رکورددار کسب بیشترین مدال جهانی در میان کشتی‌گیران ایرانی را داشت که حسن یزدانی در سال ۲۰۲۲ توانست با ۸ مدال رکورد را بشکند.
- تختی اولین ورزش‌کار ایرانی بود که در ۴ المپیک شرکت کرد. امیررضا خادم (از ۱۹۸۸ سئول تا ۲۰۰۰ سیدنی) تنها ورزشکار دیگر ایرانی‌ست که رکورد شرکت در ۴ المپیک را دارد.

## یادبود و آثار دربارهٔ تختی
پس از مرگ تختی، اقدامات بسیاری برای گرامیداشت وی انجام گرفت و تا اکنون در مورد غلامرضا تختی قصیده‌ها و کتاب‌های متعددی نوشته شده و فیلم‌های مستند و حتی سینمایی نیز از زندگی وی ساخته‌اند. 

آرامگاه غلامرضا تختی در ابن بابویه

### مسابقات ورزشی
پس از انقلاب ۱۳۵۷ ایران، با اصرار مهدی بازرگان و تصمیم حسین شاه‌حسینی رئیس وقت سازمان تربیت بدنی، «جام آریامهر» را برای پاسداشت غلامرضا تختی به «جام تختی» تغییر دادند و از سال ۱۳۵۸ که اکثر مسابقات ورزشی تعطیل شده بودند، شروع به برگزاری کرد. این رقابت همواره مهم‌ترین تورنمنت بین‌المللی کشتی سالیانه در ایران بوده است و کشتی‌گیران و تیم‌هایی از سراسر ایران و جهان در آن حضور یافته‌اند. برخی دوره‌های این مسابقات در دهه‌های ۶۰ و ۷۰ با تصمیم مدیران فدراسیون یا سازمان ورزش برگزار نشد و آن را به «جام ۲۲ بهمن» تغییر نام دادند اما از سال ۱۳۶۹ به بعد با نام جام تختی تا اکنون درحال برگزاری است.

### ترانه‌ها
- ترانهٔ جهان‌پهلوان سروده شهرام دانش و آهنگی از بابک بیات با صدای عارف، به بابک تختی تقدیم شده است.
- ترانه غم دل تیتراژ فیلم غلامرضا تختی شعر از رهی معیری و آهنگی از مرتضی محجوبی با صدای محمد معتمدی

### اشعار
- قصیدهٔ جهان‌پهلوان سروده سیاوش کسرائی، شاعر نامدار ایرانی[۳]
- شعر گفتگو با تختی[۵۴] سروده سیمین بهبهانی برای غلامرضا تختی[۵۵]
- چکامهٔ مرگ جهان‌پهلوان سروده ادیب برومند[۵۶]
- قصیدهٔ بابکم سرودهٔ مهدی سهیلی (که خطاب «تختی» در مقام پدر به تنها فرزند خود «بابک» سراییده شده).[۵۷]
- خوان هشتم سرودهٔ مهدی اخوان ثالث، شاعر نامدار معاصر ایرانی[۵۷]

### کتاب‌ها
- اشک قهرمان، سرگذشت غلامرضا تختی، انتشارات پیروز، ۱۳۴۳[۵۸]
- در جستجوی پدر نوشتهٔ بابک تختی (تنها فرزند غلامرضا تختی)، ۱۳۸۱
- من به مردم تعظیم می‌کنم،انتشارات چاپار، عطاالله بهمنش، ۱۳۵۸
- تختی یکبار برای همیشه، به تألیف علی رحمانی، ۱۳۹۷[۵۹]
- زندگی و مرگ جهان پهلوان تختی در آینه اسناد اثر عباس فاطمی‌نویسی، مرکز بررسی اسناد تاریخی، ۱۳۷۷
- حماسهٔ جهان‌پهلوان نوشتهٔ محمدعلی سفری، انتشارات نارمک، ۱۳۷۶[۶۰]
- تختی، تألیف حبیبه جعفریان، انتشارات سروش، ۱۳۸۱[۶۱]
- غلامرضا؛ زندگینامه و خاطراتی از جهان پهلوان غلام‌رضا تختی، تألیف گروه فرهنگی شهید ابراهیم هادی، ۱۳۹۵[۶۲]
- اخلاق پهلوانی: فرازهایی از زندگی جهان پهلوان تختی، تألیف مصطفی مشایخی، نشر مهرخویان قم، ۱۳۸۲[۶۳]
- پهلوان زندگی، پهلوان جهان، تألیف سید نصرالله سجادی و کیوان مرادیان، انتشارات فدراسیون بین‌المللی ورزش‌های زورخانه‌ای، دی ۱۳۸۶
- یکصد پرتره از سیمای پهلوان تختی، آثار طراحی، نقاشی و گرافیک بهزاد شیشه‌گران (به دو زبان فارسی و انگلیسی)، ۱۳۷۷[۶۴]
- داستانی که نوشته نشد، نوشته ناصر ایرانی ، انتشارات چاپخانه زندگی ۱۳۵۸

### فیلم سینمایی
- جهان‌پهلوان تختی به کارگردانی علی حاتمی که پس از مرگش نیمه تمام ماند و نهایتاً بهروز افخمی در سال ۱۳۷۶ آن را به پایان رساند.[۶۵]
- غلامرضا تختی فیلمی به نویسندگی و کارگردانی بهرام توکلی و تهیه‌کنندگی سعید ملکان که در سال ۱۳۹۷ تولید شد.[۶۶]

### فیلم مستند
- فیلم داکیو درام سینمایی شهسوار به تهیه‌کنندگی هارون یشایایی و پژوهش، نویسندگی و کارگردانی علی شاه محمدی که به زندگی پرفراز و نشیب اجتماعی، سیاسی، ورزشی و خانوادگی غلامرضا تختی می‌پردازد در سال ۱۳۹۸ به اکران سینماها درآمد. در فیلم مستند سینمایی شهسوار با چهره‌های مهمی همانند حسین شاه‌حسینی از اعضای جبهه ملی و روح‌الله جیره‌بندی و نیز دوستان تختی همانند اصغر رمضانی و حسین شمشادی گفتگو شده که اکنون در قید حیات نیستند. همچنین در این فیلم برای اولین بار دست نوشته‌ای که که همسر تحتی شهلا توکلی برای غلامرضا تختی نوشته دیده می‌شود. این موارد سبب گردیده که اهمیت اسنادی فیلم بیشتر گردد. همچنین در این فیلم مجید خدایی قهرمان اسبق کشتی جهان در نقش غلامرضا تختی ظاهر گردیده است.[نیازمند منبع]
- مستند غلامرضا تختی به کارگردانی محمدحسن شاه محمدی سال تولید ۱۳۸۷.[۶۷]

## نگارخانه
در شهریور ۱۳۹۴ نمایشگاهی با مجموعه عکس‌های این قهرمان کشتی که در سال‌های گذشته توسط عباس خجسته جمع‌آوری شده است در معرض دید علاقه‌مندان قرار گرفت. در این نمایشگاه ۴۰۰ قطعه عکس از این قهرمان کشتی در تهران به نمایش درآمد.

غلامرضا تختی و شهلا توکلی در شب عروسی
تختی، سوار بر دوچرخه
مادر تختی در حال بدرقهٔ فرزندش
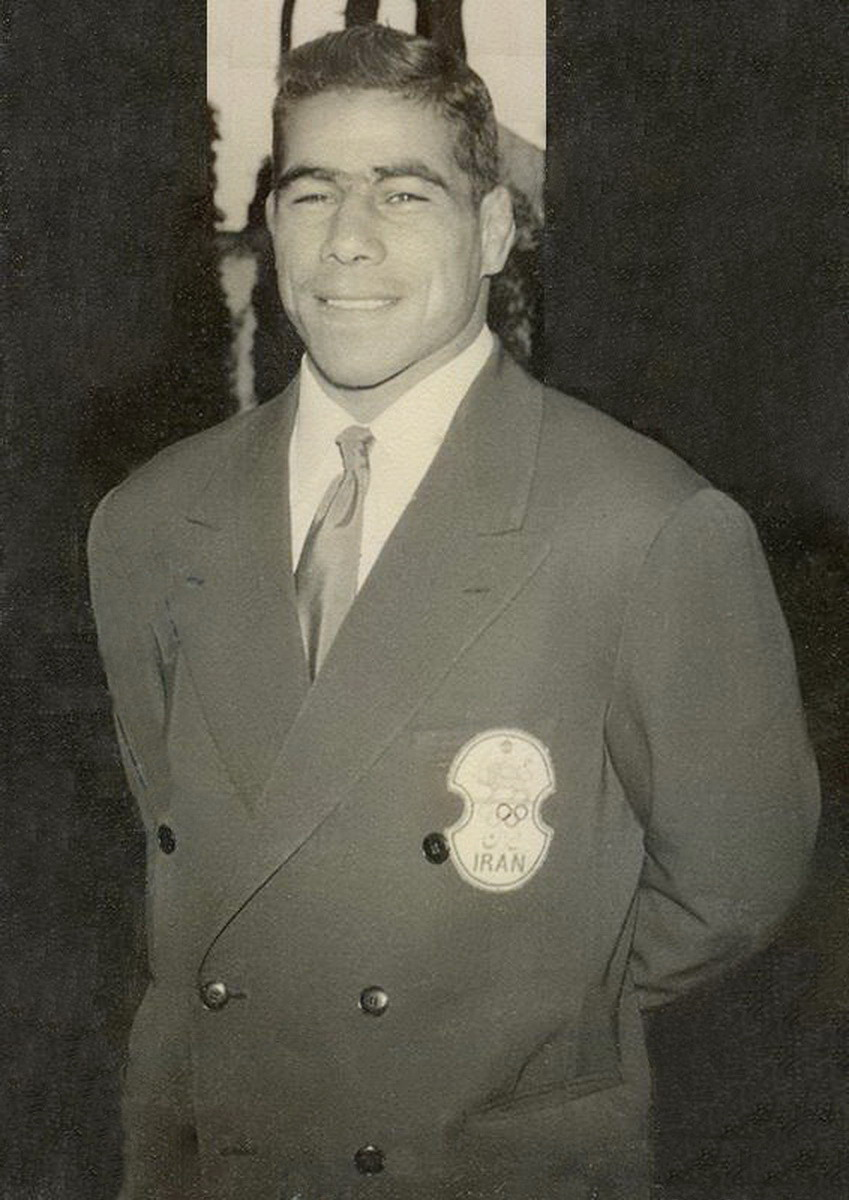